# Myersophis alpestris
Myersophis alpestris là một loài rắn trong Cyclocoridae. Loài này được Taylor mô tả khoa học đầu tiên năm 1963.